# Francisco Goya
Francisco José de Goya y Lucientes (født 30. marts 1746, død 16. april 1828) var en spansk maler.
Goya var portrætmaler og hofmaler ved det spanske hof, historieskriver og i hans uofficielle arbejde en revolutionær og en mand med visioner. Han er blevet anset både som den sidste af de gamle mestre og som den første af de moderne. De destruktive og subjektive elementer i hans kunst lige som hans modige malerier og grafik var en inspirationskilde for mestre som Manet og Picasso.
Mange af Goyas værker som Den nøgne Maja er udstillet på Museo del Prado i Madrid.

## Galleri
- Francisco Goya: Den tredje maj 1808: Henrettelsen af Madrids forsvarere (1814). Olie på kanvas. 345 x 266 cm. Madrid: Museo del Prado
- Francisco Goya. Charles IVs familie, (1800)
- Francisco Goya, Saturn æder sit barn, 1819-1823, Pradomuseet
- Francisco Goya, Sardinens begravelse, 1810-1819, Real Academia de Bellas Artes de San Fernando, Madrid